# Leonardo Demétrio
Leonardo Demétrio (nacido el 24 de marzo de 1994 en Curitiba, Brasil) es un baloncestista brasileño que juega en el Corinthians Basquete de la Novo Basquete Brasil y en la Selección de baloncesto de Brasil. Es hermano de los también baloncestistas Víctor Demetrio y Carolina Demetrio.

## Trayectoria
Formado en el Minas Tênis Clube. En la temporada 2015/16 ha promediado 10,8 puntos, 5,6 rebotes y 11,6 de valoración en 23 minutos de juego por partido. Su equipo ha caído en el play-off de octavos de final por 3 – 2 contra el Pinheiros.
En mayo de 2016, el Baloncesto Fuenlabrada ha hecho oficial la incorporación del ala-pívot brasileño. Su mejor partido fue ante Barcelona, cuando sumó 5 puntos y 2 rebotes en los playoffs de la Liga Endesa.
El 19 de julio de 2021, firma por el Victoria Libertas Pesaro de la Lega Basket Serie A.
El 18 de agosto de 2022, firma por el CB Estudiantes de la LEB Oro.
El 21 de junio de 2023, firma por el Corinthians Basquete de la Novo Basquete Brasil.

## Internacional
Internacional con Brasil desde categoría cadete, se proclamó campeón de Sudamérica Sub-17 y subcampeón de FIBA Américas Sub-18. Además, disputó el Mundial Sub-19 de 2013 en el que promedió 10,8 puntos y 4,4 rebotes por partido.
En 2020 promedia 13 puntos y 6 rebotes con la selección brasileña en las clasificatorias para Americup.